# Dragana de Serbia
Dragana (en búlgaro: Драгана) fue la zarina consorte de Bulgaria, segunda esposa de Iván Shishman (reino entre 1371 y 1395). Era la hija del príncipe serbio Lazar y Milica Nemanjić, pero hay poca información sobre ella. 

...A Kira María, la piadosa zarina del gran zar Iván Shishman, eterna memoria. A la señora Desislava, madre de la piadosa zarina María - con el gran zar Iván Shishman, llamada en forma angelical, Débora, eterna memoria...

Basándose en ese texto, el historiador Plamen Pavlov ha sugerido una nueva teoría acerca de la emperatriz. Pavlov asume que dado que Lazar no tenía una esposa llamada Desislava, es posible que la primera esposa de Iván Shishman fuera María y que Dragana era llamada Kira María, a menos que haya un error en el párrafo.
Es posible que fuera la madre de Fruzhin y Alejandro.